# Юдович, Иосиф Михайлович
Ио́сиф Миха́йлович Юдо́вич (7 марта 1914, Смоленск — 1 августа 1978) — писатель, журналист. Член Союза писателей СССР (1965), награждён военными медалями и медалью «За трудовую доблесть». Отец математика Виктора Юдовича.

## Биография
Юдович в 11 лет начал публиковать свои заметки и рассказы в местной газете «Юный пионер». Работал в газетах Казахстана и Грузии. В 1941 году окончил двухгодичную Высшую партийную школу при ЦК ВКП (б) в Москве. Член КПСС с 1944 года. В годы Великой Отечественной войны служил в редакциях армейских газет. С 1944 года жил в Ростове-на-Дону, сотрудничал в центральной газете «Экономическая жизнь» и в «Крестьянской газете». С 1953 года был ответственным секретарем редакции, а затем заведующим отделом культуры, литературы и искусства ростовской областной газеты «Молот».

## Творчество
Первая книга его очерков — «Возрождение» — вышла в Ростове-на-Дону в 1944 году. Вскоре появилась книга «Литуновы» (1947), предисловие к которой написал Семён Будённый. Позднее вышли записки журналиста — «Время и люди» (1949) — о грозных военных годах, очерки «Нити жизни» (1950) и другие. Многолетняя работа Юдовича в печати обогатила его материалом о романтике и прозе журналистского труда. Его сборник «Встречи в редакции» вышел в 1957 году.
В последующие годы цикл рассказов и очерков о редакционных буднях пополнился новыми произведениями, которые публиковались в журналах «Нева», «Дон», в газете «Литература и жизнь» и других изданиях. Они составили ещё два сборника, вышедших в Москве и Ростове, — «Однажды ночью» (1964) и «Человек с чужим паспортом» (1965).
В 1963 году вышел сборник его фельетонов — «Фарфоровые рыбки».
Иосиф Михайлович несколько лет работал над большой повестью о математиках. В 1969 году она вышла в свет под названием «Ввиду краткости жизни».
В 1978 году газета «Молот» публиковала отрывки из повести его «Юго-западнее Сталинграда», работа над которой была прервана смертью писателя.
Отдельные издания Юдовича:
- Возрождение: Очерки. — Ростов: Ростиздат, 1944. — 32 с.

- Таганрогские трагедии: Очерк. — Ростов: Ростиздат, 1944. — 20 с.

- Литуновы. — Ростов: Ростиздат, 1947. — 112 с., ил.

- Литуновы. — Ростов: Кн. изд-во, 1969. — 112 с., ил. — (Люди земли донской).

- Большой путь: Очерк. — Ростов: Кн. изд-во, 1948. — 80 с., портр. — Соавт. С. Гурвич.

- Время и люди: Записки журналиста. — Ростов: Ростиздат, 1949. — 80 с.

- Об одной читательской конференции. /По роману С. Бабаевского «Кавалер Золотой Звезды»: Из опыта Камен. р-ной б-ки Рост.обл. — М.: Госкультпросветиздат, 1949. — 32 с.

- Об одной читательской конференции. /По роману С. Бабаевского «Кавалер Золотой Звезды»: Из опыта Камен. р-ной б-ки Рост.обл. — Ростов: Ростиздат, 1949. — 39 с.

- Нити жизни: Очерки о культ.-экон. росте Весел. р-на. — Ростов: Ростиздат, 1950. — 48 с.

- Встречи в редакции: Записки журналиста. — Ростов: Кн. изд-во, 1957. — 142 с.

- Фарфоровые рыбки: Фельетоны. — Ростов: Кн. изд-во, 1963. — 112 с.

- Однажды ночью: Рассказы. — Ростов: Кн. изд-во, 1964. — 184 с.

- Встречи в редакции. — М.: Сов. Россия, 1964. — 88 с., ил.

- Человек с чужим паспортом. — Ростов: Кн. изд-во, 1965. — 78 с.

- Ввиду краткости жизни: Повесть. — Ростов: Кн. изд-во, 1969. — 319 с.

Публикации в коллективных сборниках и журналах:
- «После ожесточенных боёв…»: Из блокнота журналиста. — Дон, 1976. — № 5. — С. 148—165.

- У линии фронта. — В кн.: Донские страницы. Ростов, 1978. — С. 67—70.

О жизни Юдовича писал А. Суичмезов.
- Писатель и журналист: К 60-летию. — Веч. Ростов, 1974. — 6 марта.